# جمال‌الدین‌کلا
جمال الدین کلا، روستایی است از توابع بخش چهاردانگه شهرستان ساری.

## جمعیت
این روستا در دهستان چهاردانگه قرار داشته و براساس آخرین سرشماری مرکز آمار ایران که در سال ۱۳۸۵ صورت گرفته، جمعیت آن ۱۰۶نفر (۴۳خانوار) بوده است.

## فرهنگ دهخدا
روستایی است از دهستان نرم آب بخش چهاردانگهٔ شهرستان ساری در ۶هزارگزی خاور سعیدآباد. موقع جغرافیایی آن کوهستانی جنگلی و هوای آن معتدل، مرطوب است، دارای ۴۰۰ تن سکنه. آب آن از رودخانهٔ لنگ و محصول آن غلات، عسل، لبنیات و شغل اهالی زراعت و گله داری و صنایع دستی زنان شال و کرباس بافی است و راه مالرو دارد. زمستان اکثر سکنه باطراف ساری می‌روند.